# Frances Jennings

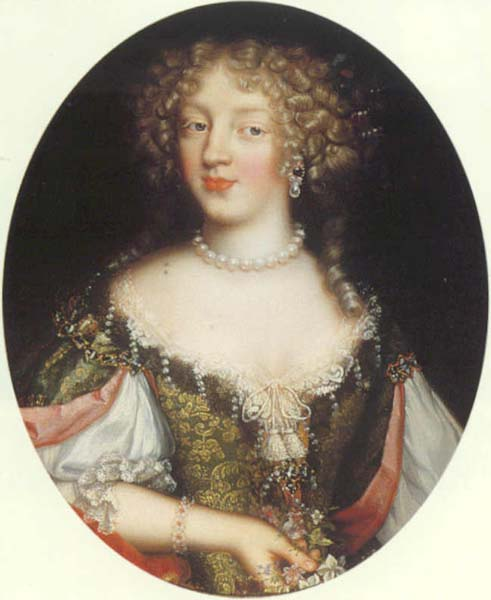
Frances Jennings

Frances Jennings, later ook: gravin Hamilton, nog later: gravin en hertogin van Tyrconnel (Sandridge, ca. 1647 – Dublin, 9 maart 1730) was een Engelse aristocrate, zuster van de invloedrijke Sarah Churchill.

## Biografie
Jennings was de dochter van de politicus Richard Jennings en Frances Thornhurst. Wegens haar schoonheid werd ze "La Belle Jennings" genoemd. In 1664 werd Jennings aangesteld als hofdame van de Hertogin van York, Anna Hyde. De beroemde dagboekschrijver Samuel Pepys noteerde een incident waarin Frances zich vermomd had als sinaasappelverkoopster, maar waarbij ze uiteindelijk herkend werd aan haar kostbare schoenen.

### Huwelijk
In 1665 trouwde Frances met sir George Hamilton, graaf Hamilton, maréchal de camp, zoon van sir George Hamilton, 1ste Baronet, en Mary Butler, dochter van Lord Thurles. Samen kregen zij drie dochters. Na Hamiltons dood hertrouwde Frances in 1681 met een man die zij eerder als huwelijkskandidaat geweigerd had, Richard Talbot. Talbot werd in 1685 graaf van Tyrconnel gecreëerd in de Ierse adelstand en vervolgens tot hertog van Tyrconnel, hoewel de hertogelijke titel door James II geschonken werd na de Glorious Revolution en daarom niet breed erkend werd. Desalniettemin werd Frances regelmatig hertogin van Tyrconnel genoemd. Het paar kreeg geen kinderen.

### Weduwe
Omdat haar echtgenoot de afgezette koning James II had gesteund, bleef Frances na de dood van haar man in 1691 in armoede achter. Een tijdlang leefde ze als kleermaakster, waarbij ze zich geheel in wit kleedde en haar gezicht bedekt hield met een wit masker. Dit leverde haar bekendheid op onder de naam "the white milliner" ("de witte naaister"). Na de troonsbestijging van koningin Anna ontvingen Frances en haar schoondochter Charlotte Talbot een deel van de eigendommen van Richard Talbot terug, waarschijnlijk mede door de invloed van Frances' zuster op de koningin. Ze overleed in een nonnenklooster in Dublin. Ze werd begraven in het St Patrick's kathedraal in Dublin.